# Новая Глинка
Новая Глинка — село в Яковлевском районе Белгородской области России.
Входит в Мощенское сельское поселение.

## История
Согласно переписи населения 1858 года в селе Глинск (Глинек) Грайворонского уезда было 294 души мужского пола. По состоянию на 1884 год в селе Глинск находилось 136 крестьянских дворов и имелось 897 жителей (465 муж., 432 жен.), а также 5 промышленных заведений и кабак.

## География
Расположено северо-восточнее административного центра — села Мощеное, рядом с железнодорожным остановочным пунктом 110 км. В селе берёт начало ручей Добрый Колодезь.
Через Новую Глинку проходит просёлочная дорога, рядом проходит автомобильная дорога.

### Улицы
- ул. Привокзальная
- ул. Садовая
- ул. Центральная

## Население
| 2002 | 2010 |
| ---- | ---- |
| 267  | ↘261 |